# 傑拉布盧斯
杰拉布卢斯（羅馬化：Jarābulus）是敘利亞的城市，由阿勒頗省負責管轄，位於該國北部幼發拉底河西岸，毗鄰與土耳其接壤的邊境，海拔高度367米，2009年人口24,272。